# Stictoptera columba
Stictoptera columba är en fjärilsart som beskrevs av Walker 1856. Stictoptera columba ingår i släktet Stictoptera och familjen nattflyn. Inga underarter finns listade i Catalogue of Life.